# SAMV (アルゴリズム)
SAMV（反復スパース漸近最小分散）は、信号処理におけるスペクトル推定および到着方向 (DOA) 推定のためのパラメータフリーの超解像アルゴリズムである。この名前は、漸近最小分散 (AMV) 基準の基礎を強調するために造語された。限られた数のスナップショット、低い信号対雑音比など、厳しい環境下で複数の高相関ソースの振幅と周波数の両方の特性を回復する強力なツールである。合成アパーチャレーダーイメージングとさまざまなソースローカリゼーション。

## 概説
SAMVアルゴリズムは、ドップラーレーダーに応用された最近のスパースモデリングベースの超解像技術 (Super-resolution) である。
SAMVアルゴリズムは、複数信号区分などの従来の方法よりも優れた結果を提供する。

## グリッド限界以上の高精度
大部分の圧縮センシングベースのソース位置特定技術の分解能は、位置パラメータ空間をカバーする方向グリッドの細かさによって制限される。スパースモデリングでは、真理信号の希薄さは、オーバーコンプリート辞書の隣接要素間の距離に依存するため、最適なオーバーコンプリート辞書の選択の難しさが生じる。計算の複雑さは方向グリッドの細かさに直接比例し、高密度グリッドは計算上実用的ではない。グリッドによって課されるこの解決限界を克服するために、確率的最尤コスト関数を反復的に最小化することによって位置推定を精緻化する格子フリーのSAMV-SML（反復疎漸近最小分散 - 確率的最尤）が提案される 単一のスカラーパラメーターに対して。

## ドップラーレーダーにおける応用

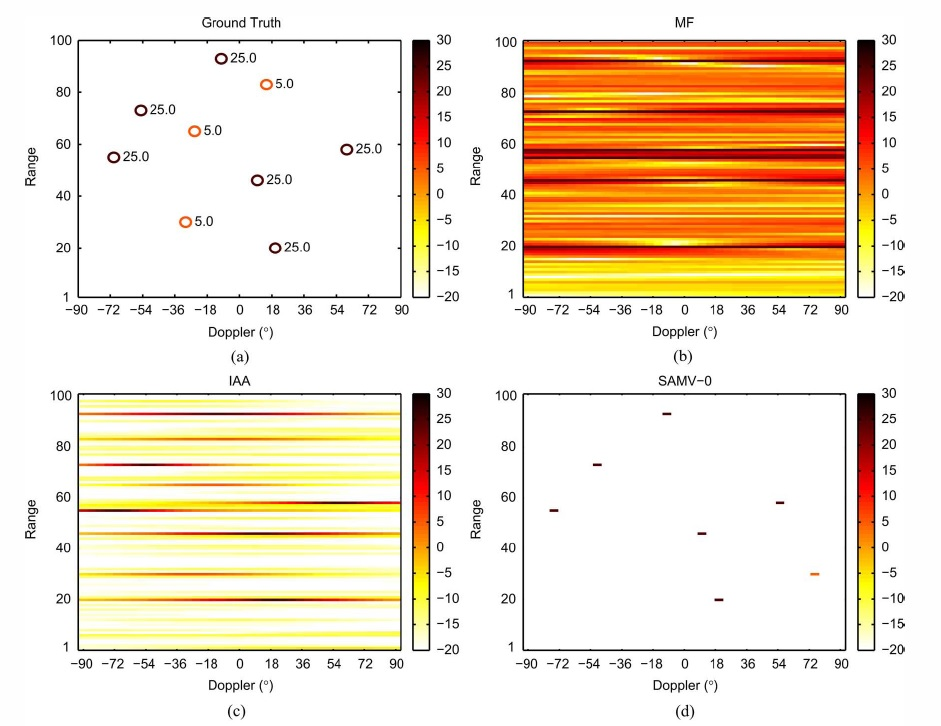
SISOレンジドップラーイメージングは3つの5 dBと6つの25 dBのターゲットと比較する。(a) 真のターゲット、(b) 適合フーリエ (MF)、(c) IAAアルゴリズム、(d) SAMV-0アルゴリズム。MFおよびIAAの両方の方法は、ドップラー軸に関して解像度が制限されている。SAMV-0は、レンジとドップラーの両方で優れた分解能を提供する。

SAMVアルゴリズムを用いた典型的なアプリケーションは、ドップラーレーダーにある。この画像化問題は単一スナップショットアプリケーションであり、マッチドフィルタ（MF、ピリオドグラムに類似）、IAA、およびSAMVアルゴリズムの変形 (SAMV-0) のような単一スナップショット推定に対応するアルゴリズムが含まれる。送信パルスとして、30要素の多相パルス圧縮 P3符号を用い、計9個の移動目標をシミュレートする。移動するすべてのターゲットのうち3つは5 dBのパワーで、残りの6つは25 dBのパワーである。受信信号は、0 dBの均一な白色ガウス雑音で汚染されていると仮定される。
一致したフィルタ検出結果は、ドップラー領域およびレンジ領域の両方において、著しい汚れおよびスペクトル漏れの影響を受けるため、5 dBのターゲットを区別することは不可能である。逆に、IAAアルゴリズムは、観測可能な目標範囲推定値およびドップラー周波数を用いて撮像結果を向上させる。SAMV-0アプローチは、非常にまばらな結果をもたらし、完全にスミア効果を排除するが、弱い5 dBターゲットを失う。

## オープンソースソフトウェア
SAMVアルゴリズムのオープンソースのMATLABソフトウェアをダウンロードできる。